# ロベール・ド・モンテスキュー

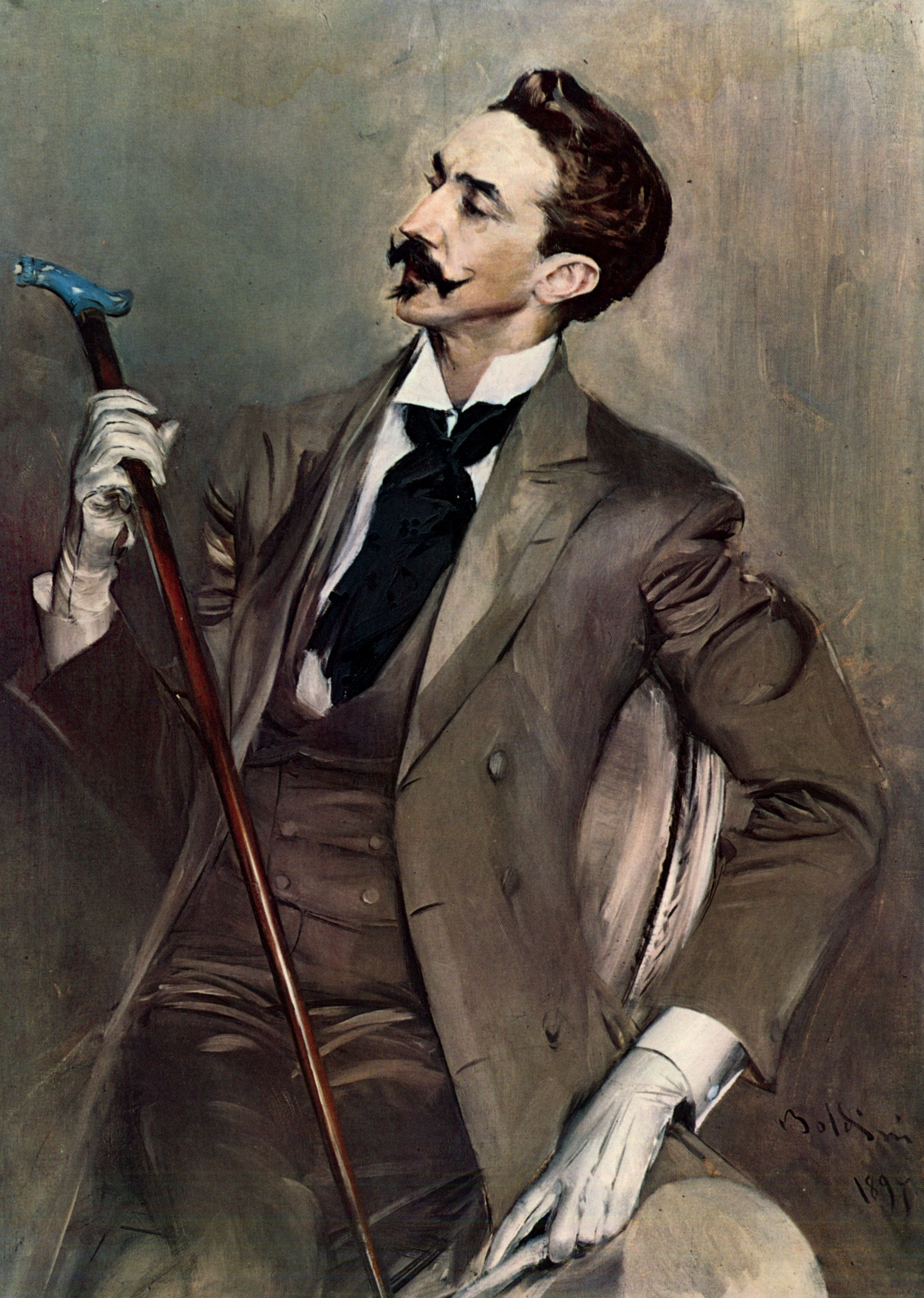
ボルディーニによる肖像

モンテスキュー＝フェザンサック伯マリー・ジョゼフ・ロベール・アナトール (Marie Joseph Robert Anatole, Comte de Montesquiou-Fézensac 1855年3月7日,パリ – 1921年12月11日, マントン) は、フランスの唯美主義者、象徴派詩人、美術収集家、そしてダンディズムの体現者である。
ジョリス＝カルル・ユイスマンス(1848-1907)の作品『さかしま』における主人公デゼッサントや、マルセル・プルースト(1871-1922)の『失われた時を求めて』におけるシャルリュス男爵らのモデル、創作的刺激（インスピレーション）のもととなった人物であり、特に後者において有名である。

## 生涯

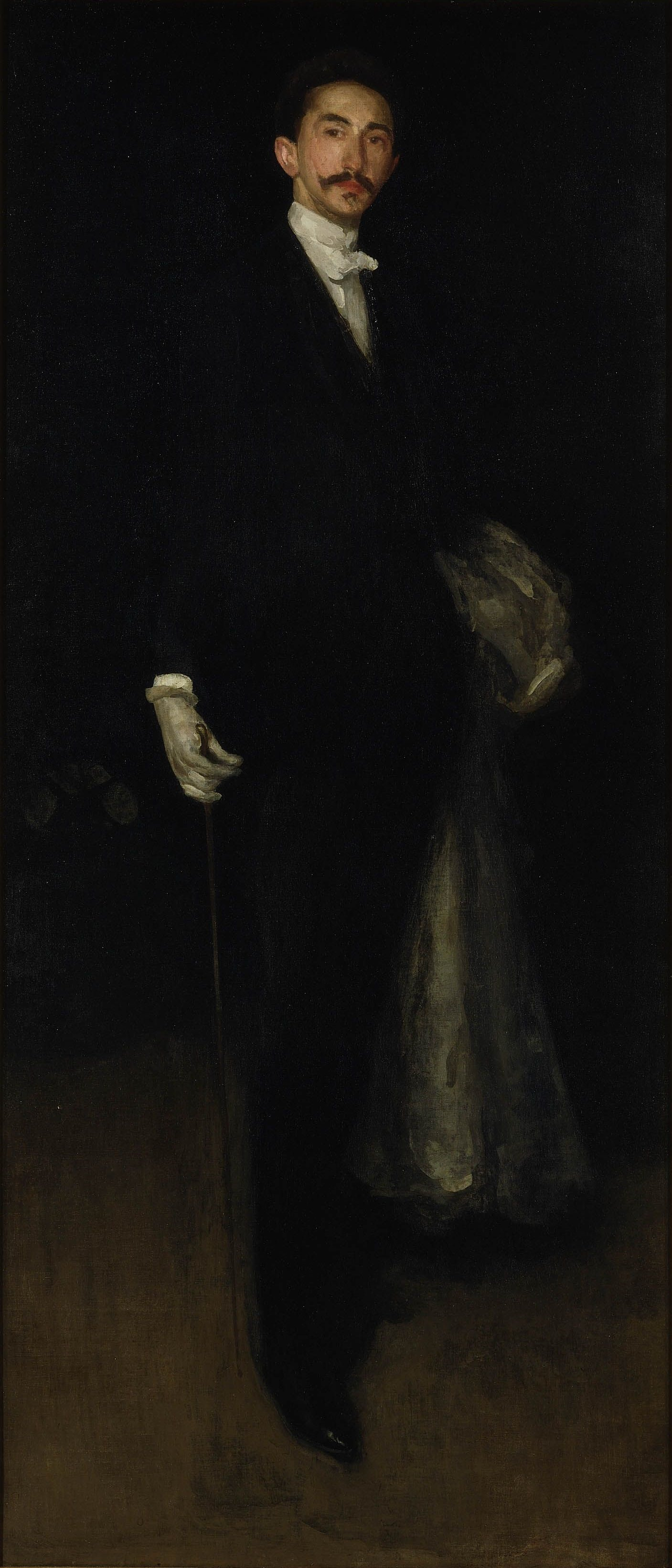
ホイッスラーの手によるロベールの肖像画黒と金の配合 (Comte Robert de Montesquiou-Fezensac) 1891/92.

ロベール・ド・モンテスキューは、フランスの名高い家柄であるモンテスキュー家の御曹司として、パリで生まれた。遠縁には、デュマの『三銃士』のモデルとなったダルタニャンがいる。
ロベールは19世紀末ベル・エポックのフランスにおける社交界の様々な著名人・名士たちとの付き合いがあり、そうした人物の中にはたとえばアルフォンス・ドーデ, エドモン・ド・ゴンクール, エレオノーラ・ドゥーゼ, サラ・ベルナール, ガブリエーレ・ダンヌンツィオ, アンナ・ド・ノアイユ, ジャン・コクトー, モーリス・バレス, ルイーザ・カザーティ, マルト・ビベスコらの人物がいる。
ロベールはまた、ガラス工芸家のエミール・ガレに大きな影響を与えたとされる。ガレにはロベールとの共同制作や、ロベールからの大作の依頼があり、ガレからはロベールを持ち上げる手紙が何百通も送られている。
ロベールの肖像画である黒と金の配合 (Comte Robert de Montesquiou-Fezensac)はロベールの親しい友人ホイッスラーによって制作された。ロベールの奇矯な言動の多くはホイッスラーを模したものである。
また、フランスの画家アントニオ・デ・ラ・ガンダラによってもロベールの肖像画が数点制作されている。
ガブリエル・フォーレのパヴァーヌの合唱パートの詩はロベールの手によるものである。
イギリスの作家ウィリアム・サンソムは、ロベールの人物像を以下のように記している。
「高い背、黒い髪、紅い頬、カイゼル髭の彼は、おかしな様子でしゃべったり叫んだり、高いソプラノでくすくす笑いしたり、小さな黒い歯を手袋で覆われた優美な手の向こうに隠したりと、完璧な気取り屋だった。モンテスキューの同性愛的傾向は非常に明白だったが、実際には純潔な生活を送っていたのかもしれない。女性との色恋沙汰はなかったが、1876年に大女優のサラ・ベルナールと一夜を共にし、それからの24時間、嘔吐しつづけたとも言われている(とはいえ、サラとは親友であり続けた)。」
ロベールには上流階級の女性の友人もいたが、明るく魅力的な若い男性との交友をはるかに好んだ。
1885年には、ロベールは美男子でアルゼンチン トゥクマン州から移民してきたガブリエル・イチュリ(Gabriel Yturri, 1868-1905)との長く親しい関係が始まる。ガブリエルはロベールの秘書、相棒、そして恋人であった。ガブリエルが糖尿病で亡くなった後には、アンリ・ピナール（Henri Pinard）が1908年に秘書の座を継ぎ、ロベール他界後にピナールは大幅に減ったロベールの遺産を相続した。

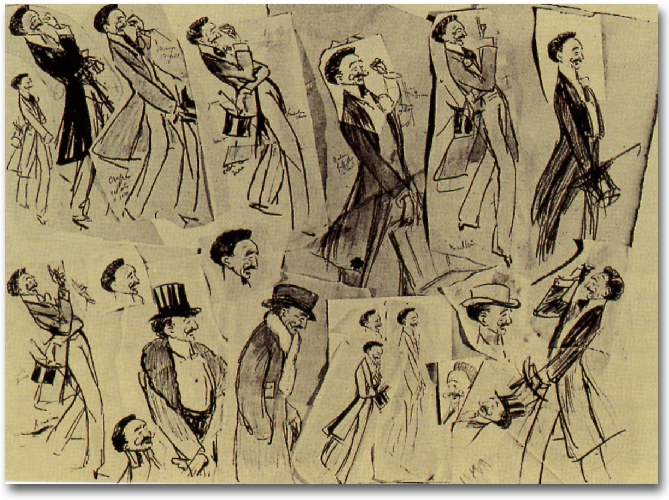
戯画化されたロベール。Sem(ジョルジュ・グルサ)の手による。

## 作品
ロベールの詩は解釈不能とされ、当時の批評家の評価は芳しくなかった。

### 詩作
- Les Chauves-Souris, Clairs obscurs (Richard, édition privée : 1892, édition commercialisée : 1893 ; illustrated by Madeleine Lemaire)
- Le Chef des odeurs suaves, Floréal extrait (Richard, 1893)
- Le Parcours du rêve au souvenir (Charpentier et Fasquelle, 1895)
- Les Hortensias bleus (Charpentier et Fasquelle, 1896)
- Les Perles rouges : 93 sonnets historiques (Charpentier et Fasquelle, 1899)
- Les Paons (Charpentier et Fasquelle, 1901)
- Prières de tous : Huit dizaines d'un chapelet rythmique (Maison du Livre, 1902)
- Calendrier Robert de Montesquiou pour 1903
- Calendrier Robert de Montesquiou 1904
- Passiflora (L'Abbaye, 1907)
- Les Paroles diaprées, cent dédicaces (Richard, 1910)
- Les Paroles diaprées, nouvelle série de dédicaces (Richard, 1912)
- Les Offrandes blessées : elégies guerrières (Sansot, 1915)
- Nouvelles Offrandes blessées (Maison du Livre, 1915)
- Offrande coloniale (1915)
- Sabliers et lacrymatoires : elégies guerrières et humaines (Sansot, 1917)
- Un moment du pleur éternel : offrandes innommées (Sansot, 1919)
- Les Quarante bergères : Portraits satiriques..., 扉絵をオーブリー・ビアズリーが担当 (Librairie de France, 1925)

### 評論
- Félicité : étude sur la poësie de Marceline Desbordes-Valmore, suivie d'un essai de classification de ses motifs d'inspiration (Lemerre, 1894)
- Roseaux pensants (Charpentier et Fasquelle, 1897)
- Apollon aux lanternes (Albert Lanier, 1898)
- Autels privilégiés (Charpentier et Fasquelle, 1898)
- Alice et Aline, une peinture de de Chassériau (Charpentier et Fasquelle, 1898)
- Musée rétrospectif de la classe 90 ((parfumerie (matières premières, matériel, procédés et produits): a l'Exposition universelle internationale de 1900, a Paris), Belin Frères, 1900)
- Alfred Stevens (1823–1906) (extrait de la Gazette des Beaux-Arts, 1900)
- Pays de aromates (Floury, 1900)
- L'Inextricable graveur : Rodolphe Bresdin (Richard, 1904)
- Professionnelles beautés (Juven, 1905)
- Altesses sérénissimes (Juven, 1907)
- Assemblée de notables (Juven, 1908)
- Saints d'Israël (Maison du livre, 1910)
- Brelan de dames : essai d'après trois femmes auteurs (Fontemoing et Cie, 1912)
- Têtes d'expression (Emile-Paul Frères, 1912)
- Paul Helleu, peintre et graveur (Floury, 1913)
- Têtes Couronnées (Sansot, 1916)
- Majeurs et mineurs (Sansot, 1917)
- Diptyque de Flandre, Triptyque de France (Sansot, 1921)
- Les Délices de Capharnaüm (Émile-Paul Frères, 1921)
- Elus et Appelés (Émile-Paul Frères, 1921)
- Le Mort remontant (Émile-Paul Frères, 1922)

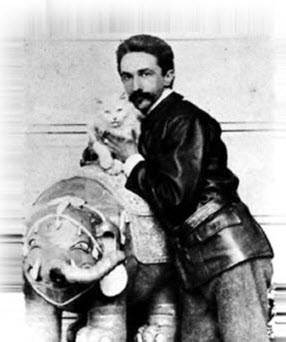
ロベールと彼のペルシャ猫

### 小説
- La Petite mademoiselle (Albin-Michel, 1911)
- La Trépidation (Emile-Paul Frères, 1922)

### 伝記
- Le Chancelier des fleurs : douze stations d'amitié (Maison du livre, 1907)
- La Divine Comtesse : Étude d'après Madame de Castiglione (ヴィルジニア・オルドイーニのこと) (Goupil, 1913)
- L'Agonie de Paul Verlaine, 1890-1896 (M. Escoffier, 1923)

### 演劇
- Mikhaïl, Mystère en quatre scènes, en verses (d'après Tolstói) (1901)

### 回想録
- Les Pas effacés, 3 vol. (Émile-Paul Frères, 1923; réed. Editions du Sandre, 3 vol)

## 評伝
- フィリップ・ジュリアン（英語版）『1900年のプリンス　伯爵ロベール・ド・モンテスキュー伝』

志村信英訳、国書刊行会、1987年、新版1996年